# Карл I Орлеанський
Карл I Орлеанський (фр. Charles d'Orléans, 24 листопада 1394, Париж — 5 січня 1465, Амбуаз) — герцог Орлеанський (1407—1465), граф де Блуа, де Дре і де Куртене, французький феодал і воєначальник, член королівського дому Валуа, один з найбільш видатних поетів Франції.
Походив з Орлеанської гілки династії Валуа. Карл був онуком короля Карла V Мудрого, сином герцога Людовика Орлеанського і Валентини Вісконті. Згодом його син Людовик у 1498 році став королем Франції як Людовик XII.

## Життєпис
Народився 24 листопада 1394 року в Отелі Сен-Поль в Парижі. До 1407 року був титулярним графом Ангулемським, у 1406 році став герцогом де Валуа, після смерті батька — герцог Орлеанський (1407—1465), крім того носив титули: графа де Блуа, де Дре і де Куртене, сеньйора де Люзарша, де Шаблі, де Ла-Фер-ан-Тарденуа, де Гандель, де Шалон-сюр-Марн, де Седенія, де Шатільон, де Креси, д'Еперне і де Монтаржи.
У 1415 році після Битви під Азенкуром герцог Орлеанський потрапив в англійський полон і 25 років провів у лондонському Тауері. Цінність бранця полягала в тому, що він був номінальним главою арманьяків, крім того за нього було нікому сплатити викуп. Ніяких забав у Тауері не було, тому він почав писати вірші. Звільнений з англійського полону завдяки зусиллям бургундського герцога Філіппа Доброго, викуп сплатив з приданого своєї третьої дружини Марії, дочки герцога Клевського. Його повернення в Орлеан було відзначено народом як велике свято; сам герцог до свого повернення написав баладу з рефреном «(знайте), що миша поки ще жива». За одним з джерел, він до цього часу знав французьку гірше англійської.

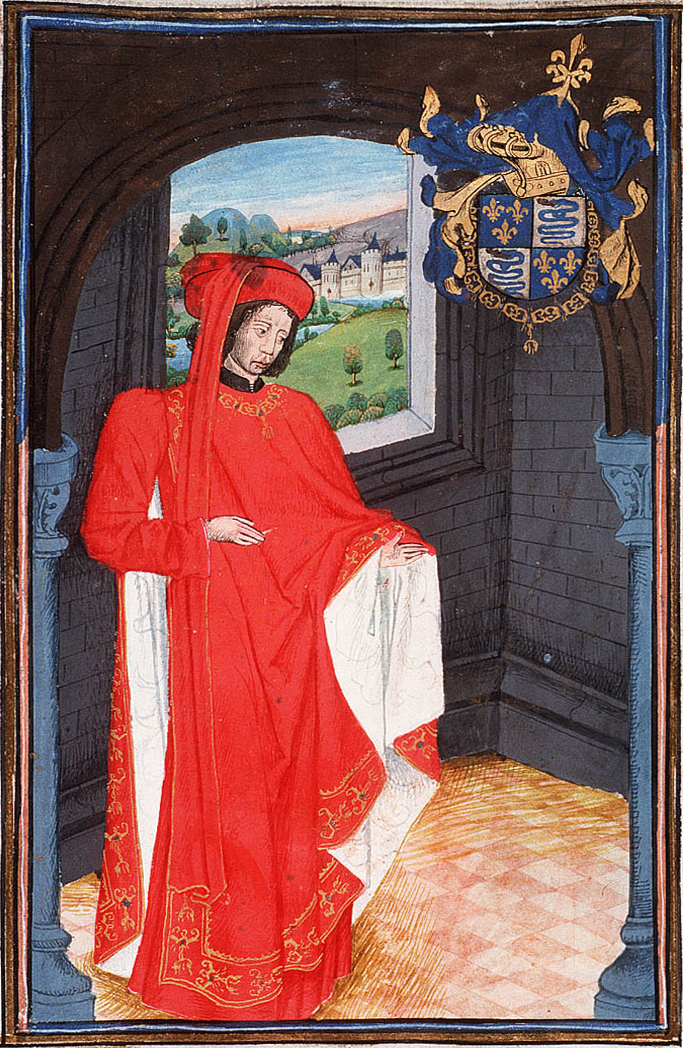
Карл Орлеанський у лицарській сукні.

Майстер балади (написав 131 баладу), рондо (понад 400), пісні. До нього (як до «принцу» — судді поетичного змагання) звернені деякі балади його сучасника Франсуа Війона. Проводив поетичні змагання в Блуа (найвідоміше — конкурс балад на рядок «Від спраги вмираю над струмком», оголошений з нагоди пересохлого в замку колодязя; в змаганні взяв участь сам Карл, Війон і багато інших поетів). Карл писав вірші не тільки французькою, але і англійською мовою, яку за час полону вивчив досконально. Його вважають зачинателем традиції слати записки коханим у день святого Валентина: в Британському музеї є відправлене ним 14 лютого 1416 року віршоване послання дружині.
Помер 5 січня 1465 року в Амбуазі. Похований у Парижі.

## Творчість
Близько 1445 року, тобто через кілька років після повернення додому, Карл доручив каліграфу переписати вірші та поеми, написані ним з 1414 року в найрізноманітніших ситуаціях у Парижі, Англії та Блуа, у єдиний манускрипт. Потім він доручив своїм секретарям вносити до цього рукопису нові балади та рондо, а також вірші придворних і гостей, що він іноді робив сам або доручав робити відповідним авторам. Багато з цих пізніших текстів є репліками попереднього(их), тобто два або більше з них перебувають у тематичному і часто конкретному ситуативному контексті. Особливо добре відомий блок з одинадцяти балад на тему «Спрага біля джерела», який, очевидно, виник на придворному поетичному конкурсі наприкінці 1457 року. Рукопис зберігся (і, ймовірно, є єдиним автографом, який можна приписати Франсуа Війонові).
Хоча його нинішній образ першого французького поета поезії природи відповідає дійсності лише почасти, Шарль д'Орлеан (як він відомий в історії літератури) є одним з найбільш автентичних і досконалих за формою поетів, а також одним з найпродуктивніших французьких ліричних поетів пізнього Середньовіччя. Його можна вважати досконалим представником середньовічної форми куртуазної ліричної поезії у Франції.

## Родина
1 Дружина — Ізабелла Валуа (1389—1409)
Діти:
- Іоанна Валуа (1409—1432), герцогиня Алансонська

2 Дружина — Бонна Арманьяк (1395—1430)
Діти: не було
3 Дружина —  Марія Клевська (1426—1487)
Діти:
- Марія Орлеанська (1457—1493) — одружена з Жаном де Фуа[ru] (пом. 1500), графом д'Етамп, віконтом Нарбонни[ru]
- Людовик XII Орлеанський (1462—1515) — герцог Орлеанський (Людовик II), король Франції (від 1498)
- Анна Орлеанська (1464—1491) — абатиса де Фонтевро

## Переклади українською
Поезії Шарля Орлеанського українською мовою перкладали Григорій Кочур (одне рондо), Микола Терещенко, Всеволод Ткаченко та Олег Жупанський. 